# John Patrick Micklethwait Brenan
Pour les articles homonymes, voir John Brenan.
John Patrick Micklethwait Brenan est un botaniste britannique, né le 19 juin 1917 à Chislehurst et mort le 26 septembre 1985 à Kew.

## Biographie
Il obtient son Master of Arts à l'Université d'Oxford en 1940 et entre à l’Imperial Forestry Institute d’Oxford (aujourd'hui Oxford Forestry Institute). Il collecte des plantes en Zambie et en Tanzanie en 1947-1948.
Il entre à l’herbier des Jardins botaniques royaux de Kew en 1948 et dirige la section africaine en 1959. Il devient membre de la Société linnéenne de Londres en 1952. En 1965, il devient conservateur de l’herbier et directeur-adjoint, puis directeur en 1976. Membre de diverses sociétés savantes, il préside l’Association of Tropical Botany en 1970-1971 et la Botanical Society of the British Isles en 1982.